# Bundesamt für Bauten und Logistik
Das Bundesamt für Bauten und Logistik BBL (französisch Office fédéral des constructions et de la logistique OFCL, italienisch Ufficio federale delle costruzioni e della logistica UFCL, rätoromanisch Uffizi federal per edifizis e logistica UFEL, englisch Federal Office for Buildings and Logistics FOBL) ist eine Bundesbehörde der Schweizerischen Eidgenossenschaft. Sie ist dem Eidgenössischen Finanzdepartement EFD unterstellt.

## Organisation
Das BBL untergliedert sich in die Bereiche Bauten, Logistik und Management Services. Das Bundesamt hat sich zum Ziel gesetzt, sämtliche Bundesbehörden in bundeseigenen Gebäuden zu integrieren. Im Logistikbereich verwaltet die Behörde Büroartikel, Einrichtungsgegenstände und IT-Bedarf. Im Weiteren liegt die Herstellung von Bundespublikationen in der Zuständigkeit des Bundesamtes für Bauten und Logistik.
Ausserdem werden folgende Organe vom BBL geleitet:
- Beschaffungskonferenz des Bundes BKB
- Koordinationskonferenz der Bau- und Liegenschaftsorgane der öffentlichen Bauherren KBOB
- Eidgenössische Kommission für Bauprodukte BauPK

## Botschaftsgebäude, Konsulate und Residenzen
2018 zahlte das EDA rund 14,3 Millionen Franken Miete für Botschaftsgebäude, Konsulate und Residenzen, das sind fast 1,2 Millionen pro Monat. So kostete etwa alleine das Generalkonsulat in San Francisco monatlich 89'538 Franken. Demgegenüber steht die Schweizer Botschaft in Bischkek mit monatlichen Mietkosten von 542 Franken. Die Öffentlichkeit wurde durch die SonntagsZeitung, gestützt auf das Öffentlichkeitsgesetz, über die anfallenden Mietkosten informiert.

## Personalbestand ab 2001
| Jahr | Vollzeitstellen |
| ---- | --------------- |
| 2001 | 685             |
| 2002 | 684             |
| 2003 | 683             |
| 2004 | 687             |
| 2005 | 669             |
| 2006 | 656             |
| 2007 | 651             |
| 2008 | 653             |
| 2009 | 670             |
| 2010 | 664             |
| 2011 | 668             |
| 2012 | 667             |
| 2013 | 670             |
| 2014 | 669             |
| 2015 | 661             |
| 2016 | 663             |
| 2017 | 642             |
| 2018 | 650             |
| 2019 | 651             |
| 2020 | 668             |
| 2021 | 673             |
| 2022 | 680             |
| 2023 | 674             |
| 2024 | 659             |